# オダクラユウ
オダクラ ユウ（おだくら ゆう、1981年7月23日 - ）は、日本のギタリスト、作曲家、編曲家、音楽プロデューサー。茨城県出身。血液型B型。

## 略歴
中学生の頃より地元/茨城県水戸市では既にギタリストとしては有名であり、高校在学中に応募したギターコンテスト「GITマスターズ '99」では関東代表ファイナリストに選ばれる。
高校卒業と同時に上京、MI JAPANのギター科(GIT)に特待生として入学し、在学中よりプロギタリストとして活動を開始。
ギターサウンドを軸としたロックサウンド・バンドサウンドのトラックメイクに精通した作曲家、編曲家、音楽プロデューサーとして活動している（オダクラユウ名義の他、R'dh+やCruz.7thのペンネームとしても楽曲提供を行っている）。
早くから後進の育成を行っており、ステレオポニー、Chelsy、Chu's day. などはメンバーが高校生の頃から歌唱指導、演奏指導をして、デビュー・楽曲制作にまで携わる。藍井エイルとデビュー前にライブ活動、デビュー前のほな・いこかに演奏指導するなど様々なミュージシャンと交流がある。

## 作品

### 提供作品
相川七瀬
- 「Rusty Nail」(編曲・ギター・プログラミング)

SCANDAL
- 「Runners high」(編曲・プログラミング)

PKCZ
- 「X-RAY feat. 三代目 J SOUL BROTHERS from EXILE TRIBE」「BREAK THE BORDER」(以上ギター)

YUI
- 「Tonight」(編曲・ギター・プログラミング)
- 「again」「es.car」「Shake My Heart」「GLORIA」「It's all too much」「Never say die」「Jam」「My friend」(以上ギター)

GReeeeN
- 「SAKAMOTO」(エンジニアリング)

黒崎真音
- 「君を救えるなら僕は何にでもなる」(ギター・ベース)

ダイスケ
- 「スノウドーム」(プロデュース・共作曲・編曲・ギター・プログラミング)
- 「類人猿」(プロデュース・編曲・ギター・プログラミング)

中川翔子
- 「冬の遊園地」(ギター)

生田鷹司（PENGUIN RESEARCH）
- 「ギルティ×ギルティ×ギルティ」(編曲・ギター・プログラミング・エンジニアリング)

FTisland
- 「Boom Boom Boom」「I want」(編曲・プログラミング)

DANCE EARTH PARTY
- 「DEP」(ギター)

奥井雅美
- 「REINCARNATION-Self Cover Ver.- 」　(ギターソロ)

椎名慶治
- 「I Love Youのうた」「ハッピーロンリーライフ」「key 2 the light」「komorebi」「カタムスビ-SHIINA Ver.-」「ゴゾウ☆ロック」(以上編曲・ギター・プログラミング)
- 「空っぽの気持ち」「さぁ」「なにしてんの」「ふたり」「FACE TO FACE〜がんばってます〜」「線」「バランス」「ひとつになっちゃえ」「それじゃあバイバイ」「まだまだ」「冬の終わり」「ジレンマ」「about love」「Room」「Tell me」（以上セルフカバー/編曲・ギター・プログラミング）

ステレオポニー
- ヒトヒラのハナビラ」「ニャーミィ」「勇敢なファニーフレンズ」「ステレオポニーの旅は続く」「ヒトヒラのハナビラ 〜AIMI Acoustic Version〜」「シグナルが青に変わるとき」「木漏れ日のジャーニー」「乙女心 Hey Hey Hey」「effective line」「スウィート・ブルー」「都会ノ森」「幸せの丘で暮らしたい」「青空 Very good days!!」「スーパーガール」「さよならの季節」(編曲・ギター・プログラミング)
- 「マイミステイク(ギター)」

大阪☆春夏秋冬
- 「SPARK (LIVE VIDEO)」「C'mon! (LIVE VIDEO)」「Let you fly(LIVE VIDEO)」「Stay (LIVE VIDEO)」「Travelin’ Travelin’(LIVE VIDEO)」(エンジニアリング)

吉岡茉祐
- 「GloriA」「Sweet Place」(編曲・ギター・プログラミング・エンジニアリング)

OSMY 
- 「キミ色の風」(ギター・ベース)

崎本大海
- 「サヨナラ(Album Version」「鳴らない電話」「泣いてもいいですか(Solo Version)」「My lovin’」「夏のプルメリア」(サウンドプロデュース)
- 「変わりゆく世界の中で」「永遠のカケラ」「雨上がりブランニューデイ」「海沿いグラフィティ」「ONE-One for all,  and all for one-」(サウンドプロデュース・編曲・ギター)
- 「はじめの一歩(Album Version)」(サウンドプロデュース・ギター・プログラミング)
- 「雪を見せたくて…」(編曲・ギター)

Berryz工房
- 「雄叫びボーイ WAO!」(編曲・ギター・プログラミング)
- 「雄叫びボーイ WAO!（スパークVer.）」(編曲・ギター)

Bajna Beat
- 「AKASHEY」(ギター・ベース)

キャナァーリ倶楽部
- 「おしゃれ恋気分」(編曲・ギター・プログラミング)

℃-ute
- 「輝け!放課後」(編曲・ギター・プログラミング)

平山笑美
- 「Dead or ふたりきり♪ -Dolce Accordo 」(ギター)

We=MUKASHIBANASHI
- 「タイムカプセル」(ギター)

マッチョ29
- 「少しでも悲しい気持ちになるならば、それは初恋とは呼ばない」(ギター)

矢沢洋子
- 「羅針盤」(作曲)

Chelsy
- 「Sixteen Age」「Shutter」(編曲・ギター・プログラミング)

Carat feat. 紗蘭
- 「Lover or Friend」(ギター)

HAPPY♡ANNIVERSARY
- 「マリオネット」(ギター)

常盤侑希
- 「Equation」(ギター)

THE MAKAI
- 「魔界堕天」「魔界転生」「運命に明日は哭く」「魔界流星」「冥界煉獄」(エンジニアリング)

Xtina
- 「ささくれ」(編曲・ギター・プログラミング)

清貴
- 「 MY VICTORY」(ギター)

Chu's day.
- 「C.H.U.S.D.A.Y.」「Cycling」「Rocking shoes」「Chocolate days」「ねぇ」「COUNTDOWN!」「雨」「Roller Coaster」「HOT GIRL」「Lovesick girl」「心の魔法」「Rocking shoes (Aco ver.)」(サウンドプロデュース・作曲・編曲・プログラミング)
- 「GAME」「愛の光」「Hip Hip Hooray」「ずっと...」「この景色」「淡い日」「GLORY DAYS」「Rush!!」「ROCKSTAR」「WHAT I AM?」「チグハグ」「HOT GIRL (Aco ver.)」(サウンドプロデュース・作詞・作曲・編曲・プログラミング)
- 「シンデレラストーリー」「刹那雪」(サウンドプロデュース・編曲・プログラミング)

HEAD SPEAKER
- 「マグノリア」「THE RULER OF MY BRAIN」「Slow Mellow」「ONE」(サウンドプロデュース・編曲・プログラミング)
- 「愛する人よ」(サウンドプロデュース・作曲・編曲・プログラミング)

ZERO vs 417
- 「alibi vs ZERO」「Tell me(again)」「about love vs ZERO」「Make It Happen w/ZERO」「冬が来るたび feat.417」「カタムスビ」(セルフカバー・編曲・ギター・プログラミング)
- 「未完成 w/417」「NEXT vs 417」(セルフカバー・ギター)
- 「Versus All」　(編曲・ギター・プログラミング)
- 「Dreamer Dreamer」　(ギター)

近江知永
- 「木綿のハンカチーフ」（カバー）(編曲・ギター・プログラミング)

ネオロマンスフレンズ
- 「Hardest Squall」(ギター)

素敵探偵ラビリンス 超人盤
- 「I'm on Fire ～紫に燃える炎～」(ギター)

テニスの王子様ベストアクターズシリーズ009
- 「HOLIDAY」(ギター)

テニスの王子様ベストアクターズシリーズ012
- 「DEAD OR ALIVE」(ギター)

葉月あい
- 「キミがいるから」(ギター)

ほしフル-星藤学園天文同好会-
- 「Starry heavens」(ギター)

### アニメ・ゲームソング
- 「がるメタる!」DMM GAMES
  - BGM（作曲・編曲・ギター）
- 「妖怪ウォッチ4」
  - BGM（ギター）
- 「ルームシェア素顔のカレ」Voltage inc.
  - BGM（作曲・編曲・ギター）
- 「ガールズ&パンツァー 戦車道大作戦!」
  - BGM（作曲・編曲・ギター）
- 「ランナバウト・コンボイ」
  - BGM（作曲・編曲・ギター）
- 「Shadowverse」
  - BGM（ギター）
- 「バクレツモンスター」
  - BGM（ギター）

### ドラマ・映画音楽
- 短編映画「わたしのまち」(横濱インディペンデント・フィルム・フェスティバル2016)BGM（編曲・ギター）
- 「悪魔が棲む家2001」BGM（ギター）
- 「彼らを見ればわかること」BGM（ギター）
- 「警視庁強行犯係 樋口顕」BGM（ギター）

### 舞台・ショー音楽
- 舞台 「結婚の偏差値Ⅲ 純愛」挿入歌「愛の光」（作詞・作曲・編曲）
- 舞台 「マフィアモーレ☆」主題歌「DearSnow」（ギター）
- 舞台 「CLOCK ZERO～終焉の一秒～Re-verse-mind」BGM「別れ」（ギター）
- 舞台 「しょうぐん天晴れェド!～喝采～」（ギター・ベース）
  - 「APPARE!!／喝采将軍」「Just keep going!!️ feat. 磯貝龍乎」「今いる場所で feat. 谷佳樹」「二輪草 feat. 八島諒」「Not without regret feat. 和合真一」
- ウルトラマンフェスティバル2014（円谷プロ）
  - ショー内「なりきりムービー」CM BGM（ギター）
- ウルトラマンフェスティバル2016（円谷プロ）
  - 「ウルトラマンの歌」（ギター）
- ULTRA HEROES　ACROBATTLE LIVE（円谷プロ）
  - BGM（ギター）

## ライブサポート
- 椎名慶治
- 藍井エイル
- つるの剛士
- 森翼
- 崎本大海
- 近江知永
- M'sh
- ZERO vs 417
- ステレオポニー
- Chelsy
- Chu's day.
- Xtina
- あかりんご他多数

## 雑誌
- ヤングギター 2000年3月号　「GIT MASTERS'99」
- ギター・マガジン 2010年12月号　「LINE6 POD HDレビュー」
- SOUND DESIGNER 2013年4月号　「作・編曲家の仕事術」
- SOUND DESIGNER 2013年11月号　「縦型モジュール特集」
- SOUND DESIGNER 2015年5月号　「UA Apollo Twin取材」
- SOUND DESIGNER 2015年6月号　「WindowsにおけるDAW環境でのUAD-2」
- SOUND DESIGNER 2015年9月号　「特集：「歴史的名曲の“あの音”を作る。」80年代ロックのサウンドをDAWで再現する方法を解説」
- SOUND DESIGNER 2016年1月号　「オーディオインターフェイスレビュー」
- SOUND DESIGNER 2016年12月号　「特集：プロのドラムトラック拝見！」
- SOUND DESIGNER 2017年1月号　「特集：作曲が楽しくできる宅録教室」
- SOUND DESIGNER 2018年5月号　「特集：シミュレーターでは出せないアンプ録音の魅力」
- SOUND DESIGNER 2018年7月号　「UNIVERSAL AUDIO | OX 」レビュー
- SOUND DESIGNER 2019年5月号　「特集：真空管機材のうまい使い方」
- SOUND DESIGNER 2020年3月号　「特集：ギターアンサンブルダビング特集」